# Jakab István (színművész)
Jakab István (Erdély, 1820 körül – Arad, 1901. március 30.) magyar színész, súgó.

## Munkái
- Magyar játékszini nefelejts ... Brassó, 1840.
- Szinházi Zsebkönyv. Marosvásárhely, 1842.
- Játékszini Zsebkönyv. Brassó, 1847-re. (Ország János sugóval együtt. Ruménul is kiadta Venter Floriánnal. Uo. 1847.)
- Nemzeti szinházi emlékkönyv. Kolozsvár, 1856. (Kovács Elek súgóval).
- Nemzeti szinházi Zsebkönyv. Uo. 1861. és 1867. (Nagy Györggyel.)
- Bucsuvételi Zsebkönyv. Marosvásárhely, 1868. és 1871.
- Uj évi nemzeti szinházi zsebkönyv 1870-re Kolozsvár.